# Cimitero civile di Madrid
Il cimitero civile di Madrid fa parte della necropoli orientale della capitale spagnola, insieme al cimitero dell'Almudena (da cui è separato dall'antica strada Vicálvaro, poi Avenida di Daroca) e al cimitero ebraico. È stato inaugurato nel 1884. Qui riposano i resti di tre dei quattro presidenti della Prima Repubblica, di diversi leader socialisti e comunisti, di liberi pensatori, intellettuali, artisti e vari membri della Institución Libre de Enseñanza. Nel 2021 si è distinto per essere stato inserito nell'elenco dei cimiteri singolari della comunità di Madrid.

## La storia
José Abascal, in gioventù responsabile di un laboratorio familiare di scalpellini a Pontones (Cantabria) e poi sindaco di Madrid tra il 1881-83 e il 1885-89, è generalmente considerato uno dei principali promotori della necropoli di Madrid est, approvata il 31 ottobre 1879, ma la cui costruzione fu completata solo nel 1925. Inaugurato nel 1884 come "Cimitero delle Epidemie", a seguito di una mortale epidemia di colera, ha gradualmente assorbito il resto dei cimiteri della capitale spagnola. Così, a partire dal settembre del 1884, sette degli undici cimiteri esistenti a Madrid furono chiusi, lasciando solo quelli di San Isidro, San Justo, Santa María e San Lorenzo.
Un'ordinanza reale del 12 maggio 1849 approvò il regolamento del nuovo cimitero orientale della capitale spagnola. Il recinto, di struttura triangolare e separato dalla nuova necropoli dalla strada Vicálvaro, fu inaugurato alla presenza del re Alfonso XIII, del governatore civile e del sindaco di Madrid di allora. Lo stesso giorno è stata sepolta Maravilla Leal González, morta a vent'anni per un presunto suicidio. Fin dalla sua creazione ha ospitato tombe, pantheon e mausolei dedicati a liberi pensatori, atei, sindacalisti, religiosi eterodossi della Chiesa riformata spagnola, protestanti, massoni e persino ebrei, nonostante l'esistenza di un recinto separato.
Nel 1894 fu eretto per sottoscrizione popolare il mausoleo del giornalista Ramón Chíes e del suo collega Fernando Lozano Montes "Demófilo" e nel 1901 quello del politico Francesc Pi i Margall. Anche le spoglie di Estanislao Figueras (presidente della Prima Repubblica spagnola, morto nel 1882, per il quale fu eretto un mausoleo nel 1892 per sottoscrizione popolare) furono gradualmente trasferite nel cimitero civile; quelle di Nicolás Salmerón (nel pantheon eretto nel 1915); quelle del filosofo Julián Sanz del Río, morto nel 1869, insieme a quelle dello storico Fernando de Castro y Pajares, morto nel 1874, trasferite il 18 giugno 1905 dal cimitero civile di Puerta de Toledo; o quelle di Julián Besteiro (sepolto a Carmona nel 1940 e portato a Madrid nel 1960). Nel cimitero si trovano diverse opere scultoree di Emiliano Barral, tanto che è stato descritto come un "museo a cielo aperto" di questo artista. 

### Personalità
- I presidenti della Prima Repubblica Estanislao Figueras, Francesc Pi i Margall e Nicolás Salmerón.
- Il fondatore del Partito Socialista Operaio Spagnolo e del Sindacato Generale dei Lavoratori, Pablo Iglesias Posse; i leader socialisti Julián Besteiro e Francisco Largo Caballero; la leader comunista Dolores Ibárruri; il fondatore del sindacato Comisiones Obreras e leader comunista Marcelino Camacho.
- Scrittori e filosofi come Pío Baroja, José Laín Entralgo, Xavier Zubiri e Almudena Grandes.
- Educatori come Francisco Giner de los Ríos, Manuel Bartolomé Cossío, Alberto Jiménez Fraud e il filosofo e pedagogo Fernando de Castro y Pajares, fondatore dell'Associazione per l'educazione delle donne (1870).
- Altre personalità, come l'urbanista Arturo Soria; lo zoologo Antonio Machado Núñez; lo scultore Emiliano Barral; l'artista Wolf Vostell; il poeta Marcos Ana; Gumersindo de Azcárate, Urbano González Serrano, Jaime Vera, Américo Castro, Francisco García Lorca, Blas de Otero, Andrés Saborit, Enrique Lister, Julián Grimau, Eduardo Benot. Antonio Espina e Alfredo Flórez.[3]

## Disposizioni legali
In origine, la sepoltura nel cimitero civile era una dichiarazione di volontà finale da parte della persona sepolta e della sua famiglia, ed era considerata dai settori conservatori e religiosi cattolici della società spagnola come un insulto o una sfida.
La creazione dei cimiteri civili in Spagna iniziò con l'Ordine Reale del 2 aprile 1883, che stabiliva che, nei comuni a capo del distretto giudiziario e in quelli con più di seicento abitanti, accanto al cimitero cattolico doveva essere allestito un altro cimitero con un ingresso separato per i defunti non cattolici. Seguendo questa linea guida, il cimitero civile di Madrid sarebbe stato utilizzato per seppellire e conservare la memoria di liberali, rinnovatori, anticonformisti e persone contrarie al rito cattolico (sia in termini di ideologia che di confessione), e di altri settori della vita e del pensiero spagnolo (oltre a massoni e protestanti).
La Costituzione spagnola del 1978 ha eliminato l'esclusività delle sepolture per i cattolici nei cimiteri di proprietà pubblica. Da quel momento in poi, chiunque poteva essere sepolto nei cimiteri comunali (per tutti i cittadini, non solo per i cattolici), indipendentemente dalla propria confessione religiosa. Ciò ha comportato un cambiamento nello status funzionale del cimitero civile, che è diventato uno spazio storico. 

## Localizzazione
Si trova nel quartiere Ventas del distretto Ciudad Lineal.

### Come raggiungere il cimitero con i trasporti pubblici
Le seguenti linee di trasporto hanno percorsi che passano vicino al cimitero civile:
- Linee di autobus: numero 106 e numero 140;
- Stazione della Metropolitana: La Almudena (linea numero 2, colore rosso).[4]